# Guds härlighet oss styrka ger
Guds härlighet oss styrka ger är en sång med text från 1981 av Anders Frostenson och som sjungs på en melodi från 1623 som är från Köln. Denna melodi används till psalm 23 Tack, gode Gud, för allt som finns.

## Publicerad i
- Den svenska psalmboken 1986 som nr 332 under rubriken "Lovsång och tillbedjan".
- Psalmer och Sånger 1987 som nr 331 under rubriken "Lovsång och tillbedjan".[1]
- Frälsningsarméns sångbok 1990 som nr 486 under rubriken "Lovsång, tillbedjan och tacksägelse".